# Technische Regeln für die Verwendung von absturzsichernden Verglasungen
Die Technischen Regeln für die Verwendung von absturzsichernden Verglasungen (TRAV) werden herausgegeben vom Deutschen Institut für Bautechnik in Berlin. Sie wurden 2003 veröffentlicht und inzwischen durch die DIN 18008-4 abgelöst.

## Hintergrund
Der Baustoff Glas ist ein hartes Material, das bei Überbeanspruchung spröde bricht und ganz besonders auf punktförmige Impulse empfindlich reagiert. Im Versagensfall verliert das Bauteil möglicherweise vollständig seine Funktion. Verspannungen und Vorschäden wie Kratzer oder Kerben bleiben oftmals unbemerkt, im Versagensfall geht ggf. eine erhebliche Gefährdung von Splittern aus.
Darüber hinaus gab es lange Zeit keine allgemein gesicherten und anerkannten Berechnungsverfahren. Dadurch wurde der Baustoff Glas von den Bauaufsichtsbehörden nur im Ausnahmefall für statisch beanspruchte Bauteile oder sicherheitsrelevante Einrichtungen wie Brüstungen, Treppen etc. zugelassen. In der Regel wurde deshalb eine Zulassung im Einzelfall durchgeführt, bei der die Konstruktion mit einem Vielfachen der tatsächlich auftretenden Belastung getestet wurde.
Da dieses Verfahren zeitintensiv und kostspielig ist und zudem eine große Planungsunsicherheit beinhaltet, wurde Glas selten als tragendes Element eingesetzt. Mit Veröffentlichung der TRAV wurden geprüfte Konstruktionsvarianten vorgestellt und Mindeststandards definiert.
Absturzsichernde Verglasungen, die gemäß den Regeln der TRAV ausgeführt werden, werden als sicher eingestuft. Diese technischen Regeln beschränken sich auf grundsätzlich bewährte Anwendungsfälle.
Vorgesehen waren Belastbarkeitsprüfungen durch Pendelschlagversuch mit einem 50 kg schweren Doppelrad mit Eisenkern nach EN 12600.

## Die Regelungen der TRAV in der Übersicht
1. Geltungsbereich
2. Bauprodukte
3. Anwendungsbedingungen
4. Einwirkungen
5. Nachweis der Tragfähigkeit unter statischen Einwirkungen
6. Nachweis der Tragfähigkeit unter stoßartigen Einwirkungen

### Anhänge
A. Relevante Flächen der Auftreffstellen
B. Konstruktive Vorgaben für von Versuchen freigestellte Brüstungen der Kategorie B
C. Spannungswerte für den vereinfachten rechnerischen Nachweis der Stoßsicherheit nach Abschnitt 6.4
D. Zulässige Abweichungen von der Rechteckform bei von Stoßversuchen freigestellten Verglasungen
E. Hinweise zur Ermittlung der Spannungswerte in Anhang C (informativ)

### Inhaltliche Nähe zur TRLV
Die TRLV („Technische Regeln für die Verwendung von linienförmigen  Verglasungen“) werden herausgegeben vom Deutschen Institut für Bautechnik in Berlin. Sie definieren Regeln für linienförmige Verglasungen, die auch unabhängig von den TRAV gelten. Die TRAV beziehen sich häufig auf die TRLV und können ohne die TRLV nicht sinnvoll angewendet werden.